# Miss International Queen
Miss International Queen es un concurso de belleza para mujeres transgénero de diferentes nacionalidades. Es realizado anualmente en Pattaya, Tailandia, desde el 2004. La actual Miss International Queen es Catalina Marsano de Perú.

## Requisitos del concurso
Las concursantes deben haber nacido varones, deben tener post operación y tienen que tener entre 18 hasta 35 años de edad. Adicionalmente, las participantes solo pueden representar a su país de nacimiento o el que está listado en su pasaporte y no deben haberse unido a ninguna revista o sitio web mostrando desnudez frontal total. Solo alrededor de 25 concursantes semifinalistas compiten en la ronda final y se requiere que permanezcan juntas por dos semanas para participar en actividades como sesiones fotográficas, almuerzos con oficiales de la ciudad, cenas con la prensa, visitas a patrocinadores y a la comunidad local, actividades similares a aquellas de otros certámenes de belleza.

## Ganadoras
| Año       | Ganadora                                                                   | Ganadora                                                                   | Ganadora                                                                   | Participantes                                                              |
| Año       | Nombre                                                                     | País                                                                       | Título nacional                                                            | Participantes                                                              |
| --------- | -------------------------------------------------------------------------- | -------------------------------------------------------------------------- | -------------------------------------------------------------------------- | -------------------------------------------------------------------------- |
| 2024      | Catalina Marsano                                                           | Perú                                                                       | Miss International Queen Peru                                              | 23                                                                         |
| 2023      | Solange Dekker                                                             | Países Bajos                                                               | Miss Internacional Queen Netherlands                                       | 22                                                                         |
| 2022      | Fuschia Anne Ravena                                                        | Filipinas                                                                  | Miss International Queen Filipinas                                         | 23                                                                         |
| 2021      | No hubo concurso debido a la pandemia del COVID-19.                        | No hubo concurso debido a la pandemia del COVID-19.                        | No hubo concurso debido a la pandemia del COVID-19.                        | No hubo concurso debido a la pandemia del COVID-19.                        |
| 2020      | Valentina Fluchaire                                                        | México                                                                     | Miss Trans Nacional                                                        | 21                                                                         |
| 2019      | Jazell Barbie Royale                                                       | Estados Unidos                                                             | Miss USA Continental                                                       | 20                                                                         |
| 2018      | Nguyễn Hương Giang                                                         | Vietnam                                                                    | Miss International Queen Vietnam                                           | 26                                                                         |
| 2016/2017 | Jiratchaya Sirimongkolnawin                                                | Tailandia                                                                  | Miss Tiffany's Universe                                                    | 25                                                                         |
| 2015      | Trixie Maristela                                                           | Filipinas                                                                  | Miss Gay Manila                                                            | 26                                                                         |
| 2014      | Isabella Santiago                                                          | Venezuela                                                                  | Miss Gay Venezuela                                                         | 20                                                                         |
| 2013      | Marcela Ohio                                                               | Brasil                                                                     | Miss T Brasil                                                              | 25                                                                         |
| 2012      | Kevin Balot                                                                | Filipinas                                                                  | Miss Filipinas                                                             | 25                                                                         |
| 2011      | Sirapassorn Atthayakorn                                                    | Tailandia                                                                  | Miss Tiffany's Universe                                                    | 20                                                                         |
| 2010      | Mini Han                                                                   | Corea del Sur                                                              | Miss Corea Transgender                                                     | 20                                                                         |
| 2009      | Ai Haruna                                                                  | Japón                                                                      | Miss International Queen Japón                                             | 30                                                                         |
| 2008      | No hubo concurso debido a la inestabilidad política en Tailandia este año. | No hubo concurso debido a la inestabilidad política en Tailandia este año. | No hubo concurso debido a la inestabilidad política en Tailandia este año. | No hubo concurso debido a la inestabilidad política en Tailandia este año. |
| 2007      | Tanyarat Jirapatpakon                                                      | Tailandia                                                                  | Miss Tiffany's Universe                                                    | 25                                                                         |
| 2006      | Erica Andrews†                                                             | México                                                                     | Miss USA Continental                                                       | 26                                                                         |
| 2005      | Mimi Marks                                                                 | Estados Unidos                                                             | Miss USA Continental                                                       | 25                                                                         |
| 2004      | Treechada Petcharat Marnyaporn                                             | Tailandia                                                                  | Miss Tiffany's Universe                                                    | 26                                                                         |

### Números de victorias
| País/Territorio | Títulos | Años ganadores         |
| Tailandia       | 4       | 2004, 2007, 2011, 2016 |
| Filipinas       | 3       | 2012, 2015, 2022       |
| México          | 2       | 2006, 2020             |
| Estados Unidos  | 2       | 2005, 2019             |
| Perú            | 1       | 2024                   |
| Países Bajos    | 1       | 2023                   |
| Vietnam         | 1       | 2018                   |
| Venezuela       | 1       | 2014                   |
| Brasil          | 1       | 2013                   |
| Corea del Sur   | 1       | 2010                   |
| Japón           | 1       | 2009                   |

## Resultados
| Año                          | Ganadora                                                      | Primera finalista          | Segunda finalista        |
| 2024                         | Catalina Marsano                                              | Saruda Panyakham           | Nguyen Tuong San         |
| 2023                         | Solange Dekker                                                | Qatrisha Zairyah Kamsir    | Melony Munro             |
| 2022                         | Fuschia Anne Ravena                                           | Jassmine Jimenez           | Aëla Chanel              |
| No hubo a causa del COVID-19 |                                                               |                            |                          |
| 2020                         | Valentina Fluchaire                                           | Ruethaipreeya Nuanglee     | Ariella Moura            |
| 2019                         | Jazell Barbie Royale                                          | Kanwara Kaewjin            | Yaya                     |
| 2018                         | Nguyen Huong Giang                                            | Jacqueline Angliss Gillies | Rinrada Thurapan         |
| 2016/17                      | Jiratchaya Sirimongkolnawin                                   | Nathalie De Oliveira       | Andrea Collazo           |
| 2015                         | Trixie Maristela                                              | Valesca Dominik Ferraz     | Sopida Siriwattananukoon |
| 2014                         | Isabella Santiago                                             | Nitsa Katrahong            | Piyada Inthavong         |
| 2013                         | Marcela Ohio                                                  | Shantell D'Marco           | Nethnapada Kanrayanon    |
| 2012                         | Kevin Balot                                                   | Jessika Simoes             | Panvilas Mongkol         |
| 2011                         | Sirapassorn Atthayakorn                                       | Miss Sahhara               | Margaret                 |
| 2010                         | Mini Han                                                      | Ami Takeuchi               | Stasha Sánchez           |
| 2009                         | Ai Haruna                                                     | Kangsadal Wongdusadeekul   | Daniela Marques          |
|                              | No hubo concurso debido a inestabilidad política en Tailandia |                            |                          |
| 2007                         | Tanyarat Jirapatpakon                                         | Aleika Barros              | Chanel Madrigal          |
| 2006                         | Erica Andrews                                                 | Patricia Montrecarlo       | Ratravee Jiraprapakul    |
| 2005                         | Mimi Marks                                                    | Yu Ri                      | Tiptantree Rujiranon     |
| 2004                         | Treechada Petcharat                                           | Arisha Rani                | Ma. Cristina Dandan      |